# Charadraula
Charadraula is een geslacht van vlinders van de familie dominomotten (Autostichidae), uit de onderfamilie Holcopogoninae.

## Soorten
- C. cassandra Gozmany, 1967
- C. geminella (Chrétien, 1915)
- C. parcella (Lederer, 1855)